# 岩井栄太郎
岩井 栄太郎（いわい えいたろう、1923年1月19日 - 2002年12月23日）は、日本の経営者。京都府出身。

## 経歴
1949年に立命館大学法学部を卒業。1954年11月にホテルはとや、1963年4月にはとや不動産をそれぞれ創立し、各社社長に就任。1972年7月に両社が合併し発足したハトヤ観光社長に就任し、1975年3月には会長に就任。1994年5月に京都放送社長に就任。
1973年2月に紺綬褒章を受章し、1983年11月に藍綬褒章を受章。。
2002年11月23日肺炎のために死去。79歳没。